# Custodia procesional de Ayerbe

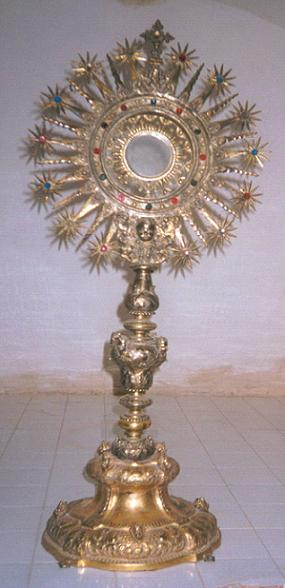

La Custodia procesional de Ayerbe (España) fue obra del platero zaragozano Francisco Ignacio Clua en el año 1727, según consta en el pie de la custodia: AÑO 1727, CLVA FECIT.
Es de las clasificadas como “custodia portátil de tipo sol” generalizadas a partir del siglo XVII.
Según Juan Francisco Lorente, está comprendida dentro de aquellas cuya proporción se conoce como duplasexquialtera 5/2, es decir, que:
De toda la altura de la custodia, dividida en cinco partes, se toman dos que se dan al ancho de la base; de esas partes se dan dos al diámetro exterior del sol y una al interior.
El astil tiene tres partes, distribuidas de la siguiente forma:
Una al pie, una a la manzana y otra al balaustre que une la manzana con el sol.
Así pues, el módulo en estas piezas está marcado por el diámetro interior del expositor. En el caso de la custodia de Ayerbe, al sol se le ha dado mayores dimensiones externas que el ancho del pie.
Se obró según los cánones del estilo barroco. Mide 1,1 m de altura y su peso es de 10 kg. Los materiales con los que está elaborada son plata, bronce e imitación de pedrería. Toda ella está sobredorada.
Pie
Es el único elemento que no es de plata, ya que es de bronce dorado a fuego y está repujado. Presenta dos cuerpos, más ancho el inferior, que hace de basamento y es de forma ovoidal y más estrecho el superior. Ambos presentan en sus respectivos frentes, e insertadas dentro de una banda adornada con diferentes motivos, cuatro cabezas de ángeles en cada cuerpo. De las del superior, situada en lo que podríamos calificar como “ángulos”,parten en total cuatro fajas, con una guirnalda en su interior cada una, que dividen el pie en cuatro frentes. Estas fajas terminan en otros tantos apéndices salientes trebolados provistos de un orificio en su centro para sujetarla por medio de tornillos a la peana, donde era llevada en procesión.

Caña o astil
Elaborada en plata, es de tipo abalaustrado con varios anillos moldurados y diversas labores: ostenta en su centro un nudo en forma de pera invertida, es decir, que la parte superior es más ancha que la inferior, donde se ven nuevamente cuatro cabezas de ángeles, alineadas con las del cuerpo superior del pie.
La unión de la caña con el sol se efectúa a través de un rico adorno de roleos en donde emerge un motivo humano infantil, tanto en el anverso como en el reverso.
Sol
Se compone de un disco circular, hueco en su centro, en cuyo frente y a su alrededor se dispuso decoración a base de dos orlas repujadas de hojas de laurel que lo circundan, por cuya entrecalle discurren doce caras de ángeles alados alternadas con igual número de pedrería engastada, sucediéndose piedras de colores rojo y verde oscuro. Al exterior, la aureola solar está compuesta por doce rayos sinuosos alternados entre catorce rectos, en cuya base nuevamente a, por ambos lados, caras de ángeles alados enmarcadas de roleos; los rayos rectos terminan en estrellas de doce puntas alternándose las sinuosas con las rectas, en cuyo centro lucen engastadas pedrería de diferente color. Coronando el sol y rematando la custodia, la cabeza de un ángel con las alas extendidas hacia arriba, que surge de unos roleos, sustenta una cruz cuyos brazos terminan en forma trebolada llevando engastada es su centro una piedra incolora.
En el reverso el único adorno que ostenta son las dos orlas de hojas de laurel repujadas iguales a las anteriormente citadas.
Esta pieza mide 24,07 cm de diámetro y con la corona solar estas medidas llegan a los 49,04 cm de diámetro.
Viril
Se trata del expositor propiamente dicho. Es de dimensiones más reducidas, pues mide 16,50 cm de diámetro, siendo un elemento extraíble. Su anverso y reverso están protegidos por un cristal, de donde se toma el nombre de viril. La parte posterior e la práctica es una puerta que se abre y se cierra para permitir la colocación del Santísimo.
Todo su contorno está circundado de tres clases diferentes de rayos alternados (sinuosos los más pequeños, otros rectos que rematan en una estrella de ocho puntas y coronados los más principales en cabezas de ángeles alados, habiéndose perdido una de éstas en fecha imprecisa). En su base, vemos de nuevo la cabeza de un ángel alado que soporta el viril bajo el cual está la guía que entra en la ranura existente en la base del hueco del sol para unirlo a la custodia. El viril, a su vez, guarda en su interior un cerquillo circular donde se coloca la hostia para su procesión o exposición; esta pieza lleva una guía en su base para fijarla en la ranura que hay en el viril.
Procesión del Corpus Christi

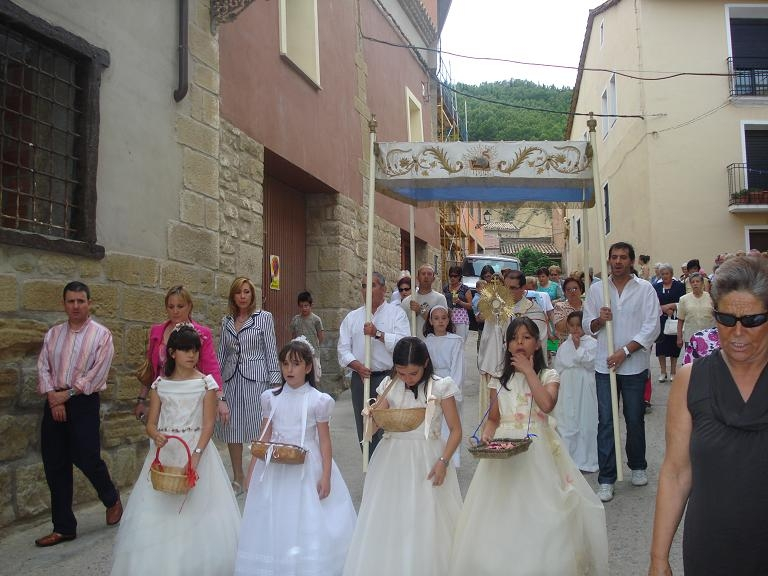
Procesión en 2009.

Desde su creación en 1727, esta Custodia fue procesionada el día del Corpus Christi. Revestida de gran solemnidad, a la procesión acudían sacerdotes de los pueblos comarcanos, portando cuatro de ellos en una peana la artística custodia. En el siglo XVIII además de la peana con la custodia salían otras con las imágenes de santa Leticia, san Pedro y santa Bárbara. Una de las misiones del sacristán de la colegiata de San Pedro era buscar porteadores para las peanas.
En el siglo XX se prescindió de las peanas y dejó de sacarse esta custodia. Se hizo una pequeña para ser procesionada en las manos del sacerdote que, hasta 1969 que salió la procesión anualmente, recorría las calles bajo palio. Después de un parón de 40 años, el 14 de junio de 2009 volvió a salir la procesión. El sacerdote llevaba la pequeña, bajo el palio bordado con hilo de oro e imitación de perlas y pedrería, regalado por el que fuera alcalde de la villa, en la década de 1950, Rafael Otal.